# Federico Moura
Federico José Moura (Berisso, Buenos Aires, 23 de octubre de 1951-Buenos Aires, 21 de diciembre de 1988) fue un músico, cantautor, compositor, productor discográfico y diseñador de ropa argentino, considerado uno de los más influyentes y reconocidos músicos del rock hispanoamericano.
Fue líder de Virus, grupo musical fundamental dentro del estilo musical new wave de los años 1980 en Sudamérica. Tuvo un rol importante dentro de la música popular, ya que su grupo dio una apertura a otros estilos e incorporó la electrónica y letras camufladas en sus canciones.

## Biografía
Federico José Moura, el cuarto de seis hermanos, nació en el hospital de Berisso, hijo de Jorge Federico “Pico” Moura, un abogado que se especializaba en derecho civil, y Velia Oliva, maestra y pianista aficionada. El mayor de los hermanos, Jorge, era miembro del Ejército Revolucionario del Pueblo y fue secuestrado durante la dictadura cívico-militar en 1977; desde entonces se encuentra desaparecido. Desde pequeño, Federico mostró interés por la música, y a los cuatro o cinco años aprendió acordes de guitarra y piano. Su primera experiencia artística transcurrió en plena adolescencia con el grupo Dulcemembriyo, con el que llegó a realizar algunas giras por América Latina, en el rol de bajista, luego formó parte de Las Violetas y finalmente Marabunta.
Federico cursó sus estudios primarios en su ciudad natal.  De joven practicó rugby en La Plata Rugby Club al igual que sus demás hermanos. Además, era aficionado al atletismo y al vóleibol de playa. Terminó el secundario en el Colegio Nacional de La Plata, dependiente de la UNLP.
Militó en el siloísmo, corriente político filosófica fundada por Mario Rodríguez Cobos, alias Silo, origen de lo que hoy es el Movimiento Humanista, donde militaba su hermano Jorge, quien luego se involucraría en la Juventud del PTR.
En busca de nuevos desafíos, incursionó por la arquitectura junto a su hermano Jorge y la moda de vanguardia durante la década de 1970;  a finales de esta fue convocado para ocupar la voz líder del conjunto new wave Duro, que integraban sus hermanos Julio (guitarrista) y Marcelo (tecladista), además de Enrique Muguetti (bajista), los hermanos Ricardo (guitarrista segundo) y Mario Serra (baterista) y la cantante Laura Gallegos. Con idéntico repertorio, pero ya con el nombre definitivo de Virus y que nace entre las fusiones de Las Violetas y Marabunta, la banda tuvo su debut oficial el 11 de enero de 1980.

Moura (en el centro) con Virus en 1985.

Federico lideró esa formación musical en los discos tales como Wadu Wadu (1981), Recrudece (1982), Agujero interior (1983), Relax (1984), Locura (1985), Virus Vivo (1986) y Superficies de placer (1987), en una carrera ascendente, signada por el éxito en Argentina, Chile, Paraguay y Perú, alcanzando más de cuatrocientas mil copias vendidas, sin incluir posteriores reediciones digitales. También tuvo una participación decisiva en la profesionalización del grupo Soda Stereo, estando a cargo de la producción de su disco debut en 1984.
Hedonistas, provocadoras y ambiguas, con letras sensuales y ritmos bailables, muchas de las canciones incluidas en esos discos en estos días son consideradas verdaderas piezas clásicas del rock argentino: «Pecado para dos» «Wadu Wadu», «El 146», «El probador», «Hay que salir del agujero interior», «¿Qué hago en Manila?», «Amor descartable», «Me puedo programar», «Pronta entrega», «Sin disfraz», «Una luna de miel en la mano», «Imágenes paganas», «Mirada Speed» y «Superficies de placer», entre otras, representan un notable testimonio del destape musical que llegó a Buenos Aires en los años 80, de la mano del renacer democrático.
La verdadera identidad sexual de Moura siempre se mantuvo en secreto durante su vida para no afectar su popularidad con las mujeres, aunque en su círculo de familia y amigos más cercanos se sabía que era homosexual. 
Después de pasar problemas de salud a principios de 1987, Moura recibió la noticia de que vivía con VIH, en el mejor momento de su carrera musical y en una época en la que aún no había tratamientos efectivos contra la enfermedad. Pese a los malos presagios, reunió fuerzas para lograr que Virus siguiera trabajando en una nueva producción, ahora junto a su hermano Marcelo como cantante, mientras que él decidió iniciar la grabación de un disco solista que jamás llegaría a completar y que aún hoy permanece inédito.
Su último registro oficial son las canciones folclóricas «A mí me dicen el tonto» y «En Atamisqui», incluidas en el compilado Grito en el cielo (1988). Este proyecto, organizado por la musicóloga tucumana Leda Valladares, logró reunir a diferentes cantantes de diferentes géneros para rescatar antiguas coplas, vidalas y bagualas del Noroeste argentino.

### Fallecimiento
Tras un último concierto en el Teatro Fénix del barrio porteño de Flores, el 21 de mayo de 1988, Federico Moura optó por alejarse discretamente de los medios para transitar estas instancias de su enfermedad. Murió en la madrugada del 21 de diciembre de ese año, como consecuencia de una insuficiencia cardiorrespiratoria en su departamento del barrio de San Telmo a la edad de 37 años. Sus restos fueron sepultados el 22 de diciembre en el Cementerio de Chacarita. En 2004, sus hermanos Marcelo y Julio lo retiraron, cremaron y arrojaron sus cenizas al Río de la Plata para acompañar a su hermano Jorge, desaparecido durante la última dictadura cívico-militar en el mismo lugar.
Su fallecimiento cerró una de las épocas más fatídicas de la historia del rock argentino. En el transcurso de los últimos años de la década de 1980, también fallecieron Luca Prodan (22 de diciembre de 1987; 34 años) y Miguel Abuelo (26 de marzo de 1988; 42 años).

## Legado
Su legado sigue vigente a través de diferentes reconocimientos realizados en estos años: a la edición de tres discos tributo (Soy moderno: Bandas de los noventa cantan a Virus, 2000; Tomo lo que encuentro: 19 versiones de Virus, 2004; e Intimidó mi corazón, 2008, que recrea las canciones del disco Superficies de placer, con la particularidad de ser el primer disco gestado a través de Facebook), se sumaron la concreción de dos muestras retrospectivas (MuseoRock, 1993, y Centro Cultural San Martín, 2008), la edición de dos libros biográficos (Virus, una generación, 1994, y Virus, 2015, escrito este último por su hermano Marcelo) y el montaje de dos esculturas (Homenaje a Federico Moura, Chaco, 2006, y Federico Moura, Paseo de la Prevención, Buenos Aires, 2006). Todos estos homenajes coinciden en recordarlo como una influencia decisiva en la modernización del rock posterior a la última dictadura cívico-militar en Argentina.
Entre el hedonismo y los juegos de palabras, sus letras hablan de encuentros entre la gente, de sexo y contacto físico, siendo una de las más lúcidas respuestas contra la asfixia imperante tanto durante la dictadura como durante el regreso a la democracia en Argentina, cuando hubo «tantos odios para curar».

## Discografía
Discografía con Virus
- 1981: Wadu Wadu
- 1982: Recrudece
- 1983: Agujero interior
- 1984: Relax
- 1985: Locura
- 1986: Virus Vivo
- 1987: Superficies de placer

Discografía como solista
- 1988: Grito en el cielo (compilatorio)